# 中村裕樹
中村 裕樹（なかむら ゆうき）は、日本の映画照明技師である。

## 人物・来歴
助手時代、村川透、降旗康男、大林宣彦、北野武監督の現場でチーフを務める。北野武監督作『その男、凶暴につき』でのチーフを最後に独立後、1985年ポール・シュレイダー監督作『Mishima: A Life in Four Chapters』(ミシマ:ア・ライフ・イン・フォー・チャプターズ)の現場に就き衝撃を受け、1988年ハスケル・ウェクスラー撮影による米映画『ベニーカータープロジェクト』で映画デビュー。ハスケル・ウェクスラーとの出会いが、後の照明技術に対する認識に大きな影響を与える。
大林宣彦監督作『はるか、ノスタルジィ』で日本アカデミー優秀照明賞、岩井俊二監督作『Love Letter』で照明協会特別賞、同監督作『スワロウテイル』、行定勳監督作『北の零年』、『春の雪』で日本アカデミー優秀照明賞、同監督作『世界の中心で、愛をさけぶ』で日本アカデミー最優秀照明賞受賞。降旗康男監督『あなたへ』で日本アカデミー優秀照明賞受賞。
- 日本中央競馬会CM「暗室編」で1998年第30回日本映画テレビ照明協会最優秀照明賞受賞。
- トヨタ自動車CM「クラウンティザー篇／愛は勝つ篇／未来篇」で2013年第53回全日本シーエム放送連盟ACC CM FESTIVALテレビCM部門クラフト賞受賞。
- 李相日監督『怒り』で日本アカデミー優秀照明賞。2017年第48回日本映画テレビ照明協会映画部門優秀賞。第70回　映像技術賞日本映画テレビ技術協会　照明部門　映像技術賞 審査員賞 受賞。
- 東京シティ競馬トゥインクルレースCMで2017年第48回日本映画テレビ照明協会CM部門優秀賞。
- クボタ「都市環境編・走る女」(長澤まさみ)で2020年第51回日本映画テレビ照明協会CM部門最優秀照明賞。
- Netflix『地面師たち』で2025年第56回日本映画テレビ照明協会の配信部門で優秀照明賞受賞。

その他手がけた主な作品に、市川準監督作『トキワ荘の青春』、トラン・アン・ユン監督作『ノルウェイの森』、中田秀夫監督作『怪談』、長澤雅彦監督作『夜のピクニック』、エドワード・ズウィック監督作『ラスト サムライ』（日本撮影部分）、森淳一監督作『重力ピエロ』、青山真治監督作『サッド ヴァケイション』などがある。
別名「光の魔術師」と呼ばれ、映画、CM、MV以外にも雑誌等の写真撮影でモデル・俳優に指名を受けることも多い。

## 作品
- アジアン・ビート アイ・ラブ・ニッポン（1991年）
- ご挨拶（1991年）
- はるか、ノスタルジィ（1993年）
- She's Rain（1993年）
- 病院で死ぬということ（1993年）
- クレープ（1993年）
- 東京兄妹（1995年）
- 時の輝き（1995年）
- Love Letter（1995年）
- 復讐の帝王（1995年）
- サラリーマン専科（1995年）
- トキワ荘の青春（1996年）
- スワロウテイル（1996年）
- MISTY（1997年）
- 四月物語（1998年）
- 死国（1999年）
- heat after dark（1999年）
- 源氏物語　あさきゆめみし Lived in a Dream（2000年）
- ココニイルコト（2001年）
- ソウル（2002年）
- クロエ（2002年）
- 月に沈む（2002年）
- 卒業（2003年）
- OPEN HOUSE（2003年）
- 最後の恋、初めての恋（2003年）
- 世界の中心で、愛をさけぶ（2004年）
- 北の零年（2005年）
- レイクサイド マーダーケース（2005年）
- 春の雪（2005年）
- エリ・エリ・レマ・サバクタニ（2006年）
- 夜のピクニック（2006年）
- ハヴァ、ナイスデー（2006年）
- 無花果の顔（2006年）
- こおろぎ (映画)（2006年）
- 歌謡曲だよ、人生は第二話「これが青春だ」（2007年）
- 怪談（2007年）
- サッド ヴァケイション（2007年）
- クローズド・ノート（2007年）
- L change the WorLd（2008年）
- R246 STORY「224466」（2008年）
- 天国はまだ遠く（2008年）
- R246 STORY「ありふれた帰省」（2008年）
- 重力ピエロ（2009年）
- 今度は愛妻家（2010年）
- ノルウェイの森（2010年）
- 洋菓子店コアンドル（2011年）
- あなたへ（2012年）
- クロユリ団地（2013年）
- 銀の匙 Silver Spoon（2014年）
- 百瀬、こっちを向いて。（2014年）
- シャンティ デイズ 365日、幸せな呼吸（2014年）
- 真夜中の五分前（2014年）
- 怒り（2016年）
- ジムノペディに乱れる（2016年）
- ブルーハーツが聴こえる「ジョウネツノバラ」(2017年)
- リバーズ・エッジ（2018年）
- マチネの終わりに（2019年）
- 劇場 (又吉直樹)（2020年）
- 流浪の月（2023年）
- リボルバー・リリー（2023年）
- 地面師たち（2024年）
- 国宝（2025年公開）

## 受賞歴
- 1993年 - 日本アカデミー賞照明賞優秀賞『はるか、ノスタルジィ』
- 1996年 - 日本アカデミー賞照明賞優秀賞『スワロウテイル』[2]
- 2004年 - 日本アカデミー賞照明賞最優秀賞『世界の中心で、愛をさけぶ』
- 2005年 - 日本アカデミー賞照明賞優秀賞『北の零年』
- 2005年 - 日本アカデミー賞照明賞優秀賞『春の雪』
- 2012年 - 日本アカデミー賞照明賞優秀賞『あなたへ』
- 2016年 - 日本アカデミー賞照明賞優秀賞『怒り』
- 2023年 - 日本アカデミー賞照明賞優秀賞『流浪の月』